# George Singleton
George Wilfard Singleton Jr. (nacido el 9 de julio de 1961 en Kershaw, Carolina del Sur) es un exjugador de baloncesto estadounidense. Con 2,02 metros de estatura, jugaba en la posición de pívot.

## Trayectoria deportiva

### Universidad
Jugó durante cuatro temporadas con los Paladins de la Universidad de Furman, en las que promedió 16 puntos y 8 rebotes.

### Profesional
Es elegido en la 3ª ronda  con el puesto 69 en el  Draft de la NBA de 1984 por Los Angeles Lakers, no llega a jugar nunca en la NBA, pero desarrolla una interesante carrera en Europa, entre España, Italia, y un último año en Grecia. 
Su primera experiencia como profesional fue en el CB Valladolid (20,1 puntos y 7,7 rebotes el primero y 17,7 y 9,2 el segundo) le abrieron las puertas de una liga que por entonces pagaba mejor, la italiana, donde estuvo tres temporadas (Cremona, Forli y Pavía), promediando 21 puntos y 9 rebotes. Regresó a España en 1989 con el CB Breogán,  (20,3 y 8,0). Su siguiente equipo sería el TDK Manresa, equipo en el que jugaría durante 4 temporadas. En ACB jugó 251 partidos, promediando 17 puntos, 7,9 rebotes y 2,3 tapones en 36 minutos de media. Tras jugar unos meses en Grecia, en el Peristeri en la temporada 94-95, al lado de Lance Berwald (que ya había sido su compañero en el Manresa), se retiró de la práctica activa del baloncesto.

## Triple doble en ACB
Junto con Mike Smith, Nacho Suárez, Dejan Tomašević, Luka Dončić y Fran Vázquez es el único jugador ACB en haber conseguido un triple doble. El ala-pívot estadounidense, en aquel entonces jugador del TDK Manresa, logró en el partido TDK-Taugrés, disputado el 12 de febrero de 1994, la estadística récord de 23 puntos, 12 rebotes y 10 tapones.